# 2000-es évek
Évszázadok: 19. század · 20. század · 21. század
Évtizedek: 1950-es évek · 1960-as évek · 1970-es évek · 1980-as évek · 1990-es évek · 2000-es évek · 2010-es évek · 2020-as évek · 2030-as évek · 2040-es évek · 2050-es évek
Évek: 2000 · 2001 · 2002 · 2003 · 2004 · 2005 · 2006 · 2007 · 2008 · 2009

## Események
- 2000: II. János Pál pápa az új évezred nyitányán bocsánatot kér mindazoktól, akik ellen a keresztények a történelem során bűnöket követtek el.
- 2000: megkezdődik a második palesztin intifáda.
- 2000: megérkezik a Nemzetközi Űrállomásra az első állandó személyzet.
- 2001: szeptember 11.-én terrortámadás a New York-i Világkereskedelmi Központ, "az ikertornyok" ellen, valamint a Pentagon ellen. 2996 ember lelte halálát.
- 2001: George W. Bush meghirdeti a terrorizmus elleni háborút, amerikai csapatok támadása Afganisztán ellen Oszáma bin Láden után kutatva.
- 2001: Amerikában elfogadják az USA PATRIOT-törvényt, a terroristagyanús személyek megfigyeléséről.
- 2002: Tizenkét EU-s tagállam új közös fizetőeszközként bevezeti az eurót.
- 2002: a Hágai Nemzetközi Bíróságon megkezdődik Slobodan Milošević pere a háborús bűnösségről.
- 2003: kezdetét veszi a dárfúri konfliktus a szudáni-csádi határon.
- 2003: az Egyesült Államok és az Egyesült Királyság feltételezett tömegpusztító fegyverei miatt háborút indítanak Irak ellen. A szövetségesek megdöntik Szaddám Huszein uralmát és elfogják a diktátort.
- 2004: tíz, döntően a volt szovjet blokkhoz tartozó ország felvételt nyer az Európai Unióba, köztük Magyarország is.
- 2004: megkezdi működését a Facebook.
- 2004: karácsonyi szökőár az Indiai-óceánon.
- 2005: a Katrina-hurrikán következtében New Orleans jelentős része víz alá kerül.
- 2005: megkezdi működését a YouTube.
- 2005: terrortámadás Londonban.
- 2006: Montenegró függetlenedik Szerbiától.
- 2006: Észak-Korea első kísérleti atombomba-robbantása. Az akciót az ENSZ gazdasági szankciókkal sújtja.
- 2007: Recep Tayyip Erdoğan támadást indít a kurd szakadárok ellen.
- 2007: aláírják az Európai Unió tagállamai a lisszaboni szerződést.
- 2007: az Apple piacra dobja az első iPhone-t, mellyel megkezdődik az "okoseszközök" térhódítása.
- 2008: kirobban a Nyugatot megrengető gazdasági világválság, a "subprime-válság".
- 2008: megkezdődnek Pekingben a 2008. évi nyári olimpiai játékok, mely Kína nagyhatalmi politizálásának látványos nyitánya.
- 2008: Evo Morales és Hugo Chávez kiutasítják országaikból az amerikai nagyköveteket.
- 2008: terrortámadás Mumbaiban.
- 2008: az izraeli légierő csapást mér a Gázai övezetre, az Izrael-Hamász-konfliktus kezdete.
- 2009: Barack Obama lesz az Egyesült Államok első afroamerikai elnöke.
- 2009: Oroszország befejezi a második csecsen háborút.
- 2009: életbe lép a lisszaboni szerződés, az Európai Unió alapokmánya.

Az évtized elején olyan ázsiai gazdasági óriások, mint India és Kína, régóta várt áttörést értek el, amelyek szinte az egész évtized alatt kétszámjegyű növekedést produkáltak. A gazdaságnak kedvezett a gazdasági fellendülés is, amelynek eredményeként a két legnépesebb ország egyre dominánsabb gazdasági erővé vált. A feltörekvő gazdaságok gyors felzárkózása a fejlett országokhoz protekcionista feszültségeket váltott ki ebben az időszakban, és részben felelős volt az energia- és élelmiszerárak emelkedéséért az évtized végén. Az évtized második harmadának gazdasági fejleményeit a világméretű gazdasági visszaesés uralta, amely az Egyesült Államokban 2007 végén kitört lakás- és hitelválsággal kezdődött, és nagy bankok és más pénzügyi intézmények csődjéhez vezetett. A 2008-as pénzügyi válság kitörése indította el a nagy recessziót, amely az Egyesült Államokban kezdődött, és az iparosodott világ nagy részét érintette.
Az évtizedben tért vissza az internet, amely a világ népességének 6,7%-áról 25,7%-ára nőtt. Ez hozzájárult a globalizációhoz az évtizedben, amely lehetővé tette a gyorsabb kommunikációt az emberek között világszerte;[1][2][3][4][5] A közösségi oldalak új lehetőséget kínáltak az embereknek, hogy távoli helyekről is kapcsolatban maradhassanak, feltéve, hogy rendelkeztek internet-hozzáféréssel. A Myspace volt a legnépszerűbb közösségi oldal 2009 júniusáig, amikor a Facebook megelőzte az amerikai felhasználók számában. Az e-mail továbbra is népszerű maradt az évtized során, és elkezdte felváltani a „csigapostát”, mint a távoli helyeken élő embereknek küldött levelek és egyéb üzenetek elsődleges módját. A Google, a YouTube, az Ask.com és a Wikipedia a 10 legnépszerűbb weboldal közé került. Az Amazon 2008-ban megelőzte az eBay-t, mint a leglátogatottabb e-kereskedelmi oldal. Az AOL népszerűsége jelentősen csökkent az évtized során, a legnépszerűbb weboldalról a top 10-be esett vissza. Az Excite és a Lycos kiesett a top 10-ből, az MSN pedig a másodikról a hatodik legnépszerűbb oldalra esett vissza, bár megnégyszerezte a havi látogatásait. A Yahoo! viszonylag stabil népszerűséget tartott fenn, az évtized nagy részében a legnépszerűbb weboldal maradt. A terrorizmus elleni háború és az afganisztáni háború a 2001. szeptember 11-i támadások után kezdődött. A Nemzetközi Büntetőbíróságot 2002-ben hozták létre. 2003-ban az Egyesült Államok vezette koalíció megszállta Irakot, és az iraki háború Szaddám Huszein iraki elnöki uralmának és a Baasz Párt iraki hatalmának végét jelentette. Az al-Kaida és a hozzá kapcsolódó iszlamista militáns csoportok az évtized során terrorcselekményeket hajtottak végre. A második kongói háború, a második világháború óta a legvéresebb konfliktus, 2003 júliusában ért véget. További háborúk közé tartozott az algériai polgárháború, az angolai polgárháború, a Sierra Leone-i polgárháború, a második libériai polgárháború, a nepáli polgárháború és a sri lankai polgárháború. A kitört háborúk közé tartozott a Niger-delta konfliktusa, a húszi felkelés és a mexikói drogháború.
A klímaváltozás és a globális felmelegedés a 2000-es években vált általános aggodalomra. Az előrejelző eszközök jelentős fejlődésen mentek keresztül az évtized során, az ENSZ által támogatott szervezetek, mint például az IPCC, befolyásra tettek szert, és az olyan tanulmányok, mint a Stern-jelentés, befolyásolták a klímaváltozás elleni küzdelem politikai és gazdasági költségeinek megfizetésére irányuló közvélemény támogatását. A globális hőmérséklet folyamatosan emelkedett az évtized során. 2009 decemberében a Meteorológiai Világszervezet (WMO) bejelentette, hogy a 2000-es évek lehetett a legmelegebb évtized az 1850-es feljegyzések kezdete óta, mivel az 1850 óta mért öt legmelegebb év közül négy ebben az évtizedben történt. A WMO megállapításait később a NASA és a NOAA is megerősítette. A nagyobb természeti katasztrófák közé tartozott a 2008-as Nargis ciklon, valamint a 2005-ös és 2008-as pakisztáni és kínai földrengések. A 21. század leghalálosabb természeti katasztrófája[a] és legerősebb földrengése 2004-ben történt, amikor egy 9,1–9,3 Mw-os földrengés és az azt követő cunami több országot sújtott az Indiai-óceánban, 230 000 ember halálát okozva.[6]
A számítógéppel generált képek használata egyre elterjedtebbé vált a 2000-es években készült filmekben, különösen a 2001-es Shrek és a 2003-as Némó nyomában sikerével, utóbbi minden idők legkelendőbb DVD-je lett. Az anime filmek Japánon kívül nagyobb nyilvánosságot kaptak a Chihiro útja megjelenésével. A 2009-es Avatar lett a legnagyobb bevételt hozó film. A dokumentum- és ál-dokumentumfilmek, mint például a Pingvinek menetelése, a Super Size Me, a Borat és a Surf's Up, népszerűek voltak a 2000-es években. Michael Moore 2004-es Fahrenheit 9/11 című filmje minden idők legnagyobb bevételt hozó dokumentumfilmje volt. Az online filmek népszerűvé váltak, és megkezdődött a digitális mozira való áttérés. Az ebben az évtizedben megjelent videojáték-konzolok között szerepelt a PlayStation 2, az Xbox, a GameCube, a Wii, a PlayStation 3 és az Xbox 360; míg a hordozható videojáték-konzolok között szerepelt a Game Boy Advance, a Nintendo DS és a PlayStation Portable. A Wii Sports volt az évtized legkelendőbb konzolos videojátéka, míg a New Super Mario Bros. az évtized legkelendőbb hordozható videojátéka.

## Politika
A terrorizmus elleni háború és az afganisztáni háború a 2001. szeptember 11-i támadások után kezdődött. A Nemzetközi Büntetőbíróságot 2002-ben alapították. 2003-ban az Egyesült Államok vezette koalíció megszállta Irakot, és az iraki háború Szaddám Huszein iraki elnöki uralmának és a Baasz Párt iraki hatalmának végét jelentette. Az al-Kaida és a hozzá kapcsolódó iszlamista militáns csoportok az évtized során terrorcselekményeket követtek el. Ezek a cselekmények magukban foglalták a 2004-es madridi vonatrobbantásokat, a 2005-ös 7/7-es londoni robbantásokat és a 2008-as, az al-Kaidához kapcsolódó mumbai támadásokat. Az Európai Unió kiterjesztette szankcióit, mivel Irán nem teljesítette az atomfegyverek elterjedésének megakadályozásáról szóló szerződés és az ENSZ határozatai szerinti átláthatósági kötelezettségeit.
A terrorizmus elleni háború szélsőséges vitákat váltott ki világszerte, és az egyes amerikai intézkedések indokoltságával kapcsolatos kérdések az amerikai kormány támogatottságának elvesztéséhez vezettek, mind az Egyesült Államokban, mind azon kívül. További fegyveres konfliktusok zajlottak a Közel-Keleten, többek között Izrael és a Hezbollah, majd Izrael és a Hamász között. A természeti katasztrófák okozta legjelentősebb emberveszteséget a 2004-es indiai-óceáni földrengés okozta, amely egy szökőárat okozott, amely körülbelül negyedmillió ember halálát okozta, és több mint egymillió embert kényszerített lakóhelyének elhagyására.

## Gazdaság
A 2000-es évek legjelentősebb gazdasági fejleménye a régóta jósolt kínai gazdasági óriás áttörése volt, amelynek GDP-je 1,21 billióról 5,1 billióra nőtt (2022-es USD-ben). Kisebb mértékben India is profitált a gazdasági fellendülésből (438,39 milliárdról 1,34 billióra nőtt), amelynek eredményeként a két legnépesebb ország egyre dominánsabb gazdasági erővé vált. A feltörekvő gazdaságok gyors felzárkózása a fejlett országokhoz protekcionista feszültségeket váltott ki az időszakban, és részben felelős volt az energia- és élelmiszerárak emelkedéséért az évtized végén. Az évtized második harmadának gazdasági fejleményeit egy világméretű gazdasági visszaesés uralta, amely az Egyesült Államokban 2007 végén kezdődött a lakás- és hitelválsággal, és a nagyobb bankok és más pénzügyi intézmények csődjéhez vezetett. A 2008-as pénzügyi válság kitörése globális recessziót indított el, amely az Egyesült Államokban kezdődött, és az iparosodott világ nagy részét érintette.

## Globalizáció
A kereskedelmi és befektetési akadályok lebontása, a hazai piacok növekedése, a mesterségesen alacsony valuták, az oktatás elterjedése, a csúcstechnológiás és információs rendszerek iparágainak gyors fejlődése, valamint a világgazdaság növekedése az offshore kiszervezés jelentős növekedéséhez vezetett az évtizedben, mivel számos multinacionális vállalat jelentősen növelte a gyártás (és egyre inkább a szolgáltatások) alvállalkozásba szervezését a nemzeti határokon átnyúlóan a fejlődő országokban, különösen Kínában és Indiában, számos előny miatt, és főként azért, mert a két ország, amelyek a világ két legnépesebb országa, hatalmas erőforrásokat kínálnak a tehetségek megtalálásához, és mivel mindkét ország alacsony költségű beszerzési ország. Ennek a növekedésnek az eredményeként ezek közül a fejlődő országok közül sok tőkét halmozott fel, és külföldön kezdett befektetni. Más országok, köztük az Egyesült Arab Emírségek, Ausztrália, Brazília és Oroszország, profitáltak az ásványi és energiaforrásaik iránti megnövekedett keresletből, amelyet a globális növekedés generált. A gyártás kiüresedését Japánban, valamint az Egyesült Államok és Európa azon részein is érezték, amelyek nem voltak képesek sikeres, innovatív iparágakat fejleszteni. Az ellenzők rámutatnak, hogy a magasabb bérekkel rendelkező országok általi offshore kiszervezés gyakorlata a saját hazai foglalkoztatottságuk és a hazai beruházásaik csökkenéséhez vezet. Ennek eredményeként számos ügyfélszolgálati munkahely, valamint az informatikai szektorban (adatfeldolgozás, számítógépes programozás és műszaki támogatás) dolgozó munkahely olyan országokban, mint az Egyesült Államok és az Egyesült Királyság, érintett vagy potenciálisan érintett lehet.
Míg a globális kereskedelem az évtizedben fellendült (részben Kína 2001-es WTO-tagsága miatt), a multilaterális kereskedelmi rendszerben kevés előrelépés történt. A nemzetközi kereskedelem az évtized során tovább bővült, mivel a feltörekvő gazdaságok és a fejlődő országok, különösen Kína és a dél-ázsiai országok, profitáltak az alacsony bérköltségekből és leggyakrabban az alulértékelt valutákból. A vámok csökkentésére irányuló globális tárgyalások azonban nem hoztak jelentős előrelépést, mivel a Kereskedelmi Világszervezet tagországai nem tudtak megállapodásokat kötni a szabadkereskedelem kiterjesztésére.[ A WTO által 2001-ben a fejlődés előmozdítása érdekében indított dohai tárgyalási forduló a regionális területek közötti növekvő feszültségek miatt nem fejeződött be. A 2003-as cancúni konferencián sem született konszenzus a szolgáltatáskereskedelem és a mezőgazdasági támogatások terén.
Kína, India és más fejlődő országok viszonylagos felemelkedése is hozzájárult növekvő befolyásukhoz a nemzetközi fórumokon. 2009-ben elhatározták, hogy a G20, amely eredetileg a pénzügyminiszterek és a jegybankelnökök fóruma volt, felváltja a G8-at, mint fő gazdasági tanács.
2007-es kínai exportvisszahívások – 2007-ben az Egyesült Államok, Kanada, az Európai Unió, Ausztrália és Új-Zéland termékbiztonsági intézményei számos termékvisszahívást és importtilalmat vezettek be a Kínai Népköztársaság (Kína) szárazföldjén gyártott és onnan exportált termékekkel szemben számos állítólagos fogyasztóvédelmi probléma miatt.
A bizalmi válság eseményei között szerepelt olyan fogyasztási cikkek visszahívása, mint az állateledel, játékok, fogkrém, rúzs, valamint bizonyos típusú tengeri herkentyűk betiltása. Ide tartoznak a jelentések a kínai autók gyenge ütközésbiztonságáról is, amelyek 2008-ban léptek volna be az amerikai és európai piacokra. Ez káros következményekkel járt a kínai szárazföldön gyártott termékek biztonságába és minőségébe vetett bizalomra a globális gazdaságban.

## Számítástechnika
Számítástechnika és internet
A 2000-es években az internet meghatározóvá vált, megerősítve befolyását a nyugati társadalmakban, miközben egyre elérhetőbbé vált a fejlődő világban is. A világ népességének internetet használó aránya 6,7%-ról 25,7%-ra nőtt.
Fő cikk: A számítástechnika idővonala 2000–2009
A Google az internet leglátogatottabb weboldalává vált.
A szélessávú internet használatának hatalmas ugrása világszerte – például az amerikai internetfelhasználók 6%-áról 2000 júniusában egy évtizedközi tanulmány 62%-ra jósolta 2010-re. 2007 februárjára az amerikai internetfelhasználók több mint 80%-a szélessávú internetkapcsolattal csatlakozott, és a szélessávú internet szinte kötelezővé vált a minőségi internetes böngészéshez.
Az évtized végére a vezeték nélküli internet, valamint a számítógépeken kívüli eszközökön, például mobiltelefonokon és játékkonzolokon is elterjedtté vált az internet-hozzáférés.
Az e-mail a személyes írásbeli kommunikáció standard formájává vált, népszerű címekkel a nyilvánosság számára a Hotmailen (ma Outlook.com), a Gmailen és a Yahoo! Mailen keresztül.
A normalizálás egyre fontosabbá vált, ahogy a beszélt és írott nyelv hatalmas, szabványosított korpuszai és lexikonai széles körben elérhetővé váltak a laikusok számára, ahogy a papírmentes irodából származó dokumentumokat egyre hatékonyabban archiválták és keresték vissza XML-alapú jelölőnyelv segítségével.
A peer-to-peer technológia hatalmas népszerűségre tett szert a fájlmegosztó rendszerekkel, amelyek lehetővé tették a felhasználók számára, hogy bármilyen hang-, video- és adatfájlt vagy bármit digitális formátumban megosszanak, valamint az olyan alkalmazásokkal, amelyek valós idejű adatokat, például telefonos forgalmat osztanak meg.
A VPN-ek (virtuális magánhálózatok) szintén elérhetővé váltak a nagyközönség számára, és az adattitkosítás továbbra is fő kérdés maradt az internetes kereskedelem stabilitása szempontjából.
A zeneletöltés és az adattömörítés használata a zene gyors interneten keresztüli átviteléhez fellendült, a hordozható digitális audiolejátszók ezzel párhuzamos térnyerésével. Ennek eredményeként a szórakoztatóipar az évtized során küzdött azért, hogy digitális kézbesítési rendszereket találjon a zene, filmek és más média számára, amelyek csökkentik a szerzői jogsértéseket és megőrzik a profitot. Az USB flash meghajtó váltotta fel a floppy lemezt, mint az alacsony kapacitású mobil adattárolás előnyben részesített formája.
2003 februárjában a Dell bejelentette, hogy a floppy meghajtók többé nem lesznek előre telepítve a Dell Dimension otthoni számítógépeken, bár továbbra is elérhetők voltak választható opcióként, és utángyártott OEM kiegészítőként megvásárolhatók. 2007. január 29-én a PC World kijelentette, hogy az általuk eladott számítógépeknek csak 2%-a tartalmazott beépített floppy meghajtót; amint a jelenlegi készletek kifogytak, több szabványos floppy meghajtót nem adtak el.
Az évtized során a Windows 2000, XP, a Microsoft Office 2003, a Vista[kétes – megbeszélés] és az Office 2007 (és később a Windows 7[kétes – megbeszélés]) váltak a személyi számítógépes szoftverek mindenütt jelenlévő iparági szabványává[kétes – megbeszélés] az évtized végéig, amikor az Apple lassan elkezdte növelni piaci részesedését. A Windows ME és a Microsoft Office XP is megjelent az évtizedben.
A Web 2.0 megjelenésével a dinamikus technológia széles körben elérhetővé vált, és a 2000-es évek közepére a PHP és a MySQL (az Apache és az nginx mellett) számos webhely gerincévé vált, így a programozási ismereteket szükségtelenné tette a weben való közzétételre. A blogok, portálok és wikik a szakemberek, amatőrök és vállalkozások számára a tudásmenedzsment gyakori elektronikus terjesztési módszereivé váltak, amit a 2001. január 15-én indult Wikipédia online enciklopédia sikere is jellemzett. Gyorsan növekedett, és az internet legnagyobb és legnépszerűbb általános referenciaművével, valamint a világ legismertebb wikijévé és legnagyobb enciklopédiájává vált.
A nyílt forráskódú szoftverek, mint például a Linux operációs rendszer, a Mozilla Firefox webböngésző és a VLC médialejátszó, teret hódítanak.
Az internetes kereskedelem szabvánnyá vált a foglalások, a tőzsdei kereskedés, a zene, a művészetek, az irodalom és a film népszerűsítése, a vásárlás és egyéb tevékenységek terén.
Ebben az évtizedben bizonyos weboldalak és keresőmotorok világszerte kiemelkedővé váltak, mint áruk, szolgáltatások és információk közvetítői. A 2000-es évek legnépszerűbb és legsikeresebb online oldalai vagy keresőmotorjai közé tartozott a Google, a Yahoo!, a Wikipédia, az Amazon, az eBay, a MySpace, a Facebook, a Twitter és a YouTube.
Egyre több vállalkozás kezdett papírmentes szolgáltatásokat nyújtani, az ügyfelek közvetlenül egy webes felületen keresztül férhettek hozzá a számlákhoz és bankszámlakivonatokhoz.
2007-ben a McDonald's gyorsétteremlánc bejelentette, hogy az év végére ingyenes, nagy sebességű vezeték nélküli internet-hozzáférést vezet be 1200 éttermének többségében, amivel az Egyesült Királyság legnagyobb ilyen szolgáltatásnyújtójává válik.

## A világ vezetői
- Afganisztán: Hámid Karzai elnök (2001-től)
- Amerikai Egyesült Államok: Bill Clinton elnök (2001-ig), George W. Bush elnök (2001-2009), Barack Obama elnök (2009-től)
- Angola: José Eduardo dos Santos elnök
- Belgium: Guy Verhofstadt miniszterelnök (2008-ig)
- Bolívia: Evo Morales elnök (2006-tól)
- Csehország: Václav Havel elnök (2003-ig), Václav Klaus elnök (2003-tól)
- Dél-Korea: I Mjongbak elnök (2008-tól)
- Egyesült Királyság: II. Erzsébet királynő, Tony Blair miniszterelnök (2007-ig), Gordon Brown miniszterelnök (2007-től)
- Egyiptom: Hoszni Mubárak elnök
- Európai Unió: Romano Prodi elnök (2004-ig), José Manuel Barroso elnök (2004-től)
- Észak-Korea: Kim Dzsongil elnök
- Franciaország: Jacques Chirac elnök (2007-ig), Nicolas Sarkozy elnök (2007-től)
- India: Manmohan Szingh miniszterelnök (2004-től)
- Irak: Szaddám Huszein elnök (2003-ig)
- Izrael: Benjámín Netanjáhú miniszterelnök (2009-től)
- Japán: Akihito császár, Koizumi Dzsunicsiró miniszterelnök (2001-2006), Abe Sinzó miniszterelnök (2006-2007)
- Kanada: Stephen Harper miniszterelnök (2006-tól)
- Kína: Jiang Zemin főtitkár (2002-ig), Hu Jintao főtitkár (2002-től)
- Kongói Demokratikus Köztársaság: Laurent-Désiré Kabila elnök (2001-ig), Joseph Kabila elnök (2001-től)
- Kuba: Fidel Castro elnök (2008-ig), Raúl Castro elnök (2008-tól)
- Lengyelország: Lech Kaczyński elnök (2005-től)
- Líbia: Moammer Kadhafi vezér
- Magyarország: Orbán Viktor miniszterelnök (2002-ig), Medgyessy Péter miniszterelnök (2002-2004), Gyurcsány Ferenc miniszterelnök (2004-2009), Bajnai Gordon miniszterelnök (2009-től)
- Németország: Gerhard Schröder kancellár (2005-ig), Angela Merkel kancellár (2005-től)
- Olaszország: Silvio Berlusconi miniszterelnök (2001-2006, 2008-tól), Romano Prodi miniszterelnök (2006-2008)
- Oroszország: Vlagyimir Putyin elnök (2008-ig), Dimitrij Medvegyev elnök (2008-tól)
- Románia: Ion Iliescu elnök (2004-ig), Traian Băsescu elnök (2004-től)
- Ruanda: Paul Kagame elnök (2000-től)
- Szíria: Bassár el-Aszad elnök (2000-től)
- Szlovákia: Robert Fico miniszterelnök (2006-tól)
- Törökország: Recep Tayyip Erdoğan elnök (2003-tól)
- Ukrajna: Viktor Juscsenko elnök (2005-től), Viktor Janukovics miniszterelnök (2006-2007), Julija Timosenko miniszterelnök (2007-től)
- Vatikán: II. János Pál pápa (2005-ig), XVI. Benedek pápa (2005-től)
- Venezuela: Hugo Chávez elnök